# Liste des monuments historiques protégés en 1947
Cet article recense les monuments historiques français classés ou inscrits en 1947.

## Protections
| Édifice                                                                       | Commune                        | Département          | Région                     | Protection | Base Mérimée                         | Coordonnées                        | Image |
| ----------------------------------------------------------------------------- | ------------------------------ | -------------------- | -------------------------- | ---------- | ------------------------------------ | ---------------------------------- | ----- |
| Chartreuse de Portes                                                          | Bénonces                       | Ain                  | Auvergne-Rhône-Alpes       | inscrit    | « PA00116312 », notice no PA00116312 | 45° 51′ 48″ nord, 5° 28′ 58″ est   |       |
| Église Saint-Clair                                                            | Biziat                         | Ain                  | Auvergne-Rhône-Alpes       | inscrit    | « PA00116314 », notice no PA00116314 | 46° 13′ 02″ nord, 4° 56′ 39″ est   |       |
| Hôtel de la Teyssonnière                                                      | Bourg-en-Bresse                | Ain                  | Auvergne-Rhône-Alpes       | inscrit    | « PA00116323 », notice no PA00116323 | 46° 12′ 24″ nord, 5° 13′ 17″ est   |       |
| Maison au 7 rue d'Espagne                                                     | Bourg-en-Bresse                | Ain                  | Auvergne-Rhône-Alpes       | inscrit    | « PA00116333 », notice no PA00116333 | 46° 12′ 17″ nord, 5° 13′ 28″ est   |       |
| Maison au 30 rue de la République                                             | Bourg-en-Bresse                | Ain                  | Auvergne-Rhône-Alpes       | inscrit    | « PA00116340 », notice no PA00116340 | 46° 12′ 10″ nord, 5° 13′ 40″ est   |       |
| Hôpital                                                                       | Bourg-en-Bresse                | Ain                  | Auvergne-Rhône-Alpes       | inscrit    | « PA00116322 », notice no PA00116322 | 46° 12′ 03″ nord, 5° 13′ 58″ est   |       |
| Immeuble au 26 rue Victor-Basch                                               | Bourg-en-Bresse                | Ain                  | Auvergne-Rhône-Alpes       | inscrit    | « PA00116330 », notice no PA00116330 | 46° 12′ 14″ nord, 5° 13′ 37″ est   |       |
| Maison au 15 rue Bourgmayer                                                   | Bourg-en-Bresse                | Ain                  | Auvergne-Rhône-Alpes       | inscrit    | « PA00116331 », notice no PA00116331 | 46° 12′ 20″ nord, 5° 13′ 21″ est   |       |
| Maison au 12 rue du Maréchal-Foch                                             | Bourg-en-Bresse                | Ain                  | Auvergne-Rhône-Alpes       | inscrit    | « PA00116336 », notice no PA00116336 | 46° 12′ 19″ nord, 5° 13′ 39″ est   |       |
| Ancien hôtel de préfecture de l'Ain                                           | Bourg-en-Bresse                | Ain                  | Auvergne-Rhône-Alpes       | inscrit    | « PA00116345 », notice no PA00116345 | 46° 12′ 19″ nord, 5° 13′ 30″ est   |       |
| Maison des Quatre Saisons                                                     | Bourg-en-Bresse                | Ain                  | Auvergne-Rhône-Alpes       | inscrit    | « PA00116326 », notice no PA00116326 | 46° 12′ 16″ nord, 5° 13′ 26″ est   |       |
| Maison au 16 rue du Maréchal-Foch                                             | Bourg-en-Bresse                | Ain                  | Auvergne-Rhône-Alpes       | inscrit    | « PA00116338 », notice no PA00116338 | 46° 12′ 19″ nord, 5° 13′ 40″ est   |       |
| Maison au 14 rue du Maréchal-Foch                                             | Bourg-en-Bresse                | Ain                  | Auvergne-Rhône-Alpes       | inscrit    | « PA00116337 », notice no PA00116337 | 46° 12′ 19″ nord, 5° 13′ 40″ est   |       |
| Maison au 11 rue Teynière                                                     | Bourg-en-Bresse                | Ain                  | Auvergne-Rhône-Alpes       | inscrit    | « PA00116342 », notice no PA00116342 | 46° 12′ 13″ nord, 5° 13′ 27″ est   |       |
| Maison du XVIe siècle                                                         | Nivigne-et-Suran               | Ain                  | Auvergne-Rhône-Alpes       | inscrit    | « PA00116373 », notice no PA00116373 | 46° 15′ 55″ nord, 5° 25′ 34″ est   |       |
| Église Saint-Jean-Baptiste                                                    | Chaveyriat                     | Ain                  | Auvergne-Rhône-Alpes       | inscrit    | « PA00116374 », notice no PA00116374 | 46° 11′ 49″ nord, 5° 03′ 45″ est   |       |
| Église Saint-André                                                            | Saint-André-d'Huiriat          | Ain                  | Auvergne-Rhône-Alpes       | inscrit    | « PA00116542 », notice no PA00116542 | 46° 12′ 48″ nord, 4° 54′ 46″ est   |       |
| Église Saint-André                                                            | Saint-André-le-Bouchoux        | Ain                  | Auvergne-Rhône-Alpes       | inscrit    | « PA00116543 », notice no PA00116543 | 46° 07′ 01″ nord, 5° 04′ 47″ est   |       |
| Abbaye Saint-Jean-des-Vignes                                                  | Soissons                       | Aisne                | Hauts-de-France            | inscrit    | « PA00115938 », notice no PA00115938 | 49° 22′ 32″ nord, 3° 19′ 26″ est   |       |
| Église Saint-Genest                                                           | Aubigny                        | Allier               | Auvergne-Rhône-Alpes       | inscrit    | « PA00092975 », notice no PA00092975 | 46° 41′ 02″ nord, 3° 09′ 51″ est   |       |
| Château du Beyrat                                                             | Bellenaves                     | Allier               | Auvergne-Rhône-Alpes       | inscrit    | « PA00092989 », notice no PA00092989 | 46° 11′ 20″ nord, 3° 06′ 06″ est   |       |
| Donjon de Chenillat                                                           | Cesset                         | Allier               | Auvergne-Rhône-Alpes       | inscrit    | « PA00093034 », notice no PA00093034 | 46° 18′ 06″ nord, 3° 11′ 26″ est   |       |
| Château de Pomay                                                              | Lusigny                        | Allier               | Auvergne-Rhône-Alpes       | inscrit    | « PA00093144 », notice no PA00093144 | 46° 34′ 28″ nord, 3° 26′ 47″ est   |       |
| Maison (devenue Musée de la Visitation)                                       | Moulins                        | Allier               | Auvergne-Rhône-Alpes       | classé     | « PA00093225 », notice no PA00093225 | 46° 33′ 58″ nord, 3° 19′ 56″ est   |       |
| Chapelle Sainte-Claire                                                        | Moulins                        | Allier               | Auvergne-Rhône-Alpes       | inscrit    | « PA00093189 », notice no PA00093189 | 46° 34′ 04″ nord, 3° 20′ 00″ est   |       |
| Château de Salles                                                             | Saint-Germain-de-Salles        | Allier               | Auvergne-Rhône-Alpes       | inscrit    | « PA00093274 », notice no PA00093274 | 46° 10′ 37″ nord, 3° 12′ 33″ est   |       |
| Château de la Brosse-Raquin                                                   | Tortezais                      | Allier               | Auvergne-Rhône-Alpes       | inscrit    | « PA00093316 », notice no PA00093316 | 46° 25′ 55″ nord, 2° 51′ 25″ est   |       |
| Château de Panloup                                                            | Yzeure                         | Allier               | Auvergne-Rhône-Alpes       | inscrit    | « PA00093378 », notice no PA00093378 | 46° 33′ 14″ nord, 3° 21′ 16″ est   |       |
| Château de Pouzeux                                                            | Yzeure                         | Allier               | Auvergne-Rhône-Alpes       | inscrit    | « PA00093379 », notice no PA00093379 | 46° 33′ 31″ nord, 3° 20′ 59″ est   |       |
| Chapelle Saint-Sébastien                                                      | Entraunes                      | Alpes-Maritimes      | Provence-Alpes-Côte d'Azur | classé     | « PA00080717 », notice no PA00080717 | 44° 11′ 22″ nord, 6° 44′ 54″ est   |       |
| Château de la Napoule                                                         | Mandelieu-la-Napoule           | Alpes-Maritimes      | Provence-Alpes-Côte d'Azur | inscrit    | « PA00080773 », notice no PA00080773 | 43° 31′ 24″ nord, 6° 56′ 35″ est   |       |
| Basilique Saint-Michel-Archange et chapelle de l'Immaculée-Conception         | Menton                         | Alpes-Maritimes      | Provence-Alpes-Côte d'Azur | classé     | « PA00080762 », notice no PA00080762 | 43° 46′ 37″ nord, 7° 30′ 26″ est   |       |
| Thermes romains de Cimiez                                                     | Nice                           | Alpes-Maritimes      | Provence-Alpes-Côte d'Azur | classé     | « PA00080808 », notice no PA00080808 | 43° 43′ 09″ nord, 7° 16′ 36″ est   |       |
| Plaques commémoratives                                                        | Saorge                         | Alpes-Maritimes      | Provence-Alpes-Côte d'Azur | classé     | « PA00080857 », notice no PA00080857 | 43° 59′ 25″ nord, 7° 32′ 49″ est   |       |
| Place Saint-Michel                                                            | Sospel                         | Alpes-Maritimes      | Provence-Alpes-Côte d'Azur | inscrit    | « PA00080870 », notice no PA00080870 | 43° 52′ 37″ nord, 7° 26′ 50″ est   |       |
| Chapelle Saint-Léonce                                                         | Valderoure                     | Alpes-Maritimes      | Provence-Alpes-Côte d'Azur | inscrit    | « PA00080905 », notice no PA00080905 | 43° 47′ 42″ nord, 6° 41′ 21″ est   |       |
| Hôtel de Gabriac                                                              | Bourg-Saint-Andéol             | Ardèche              | Auvergne-Rhône-Alpes       | inscrit    | « PA00116670 », notice no PA00116670 | 44° 22′ 19″ nord, 4° 38′ 48″ est   |       |
| Grotte d'Ebbou                                                                | Vallon-Pont-d'Arc              | Ardèche              | Auvergne-Rhône-Alpes       | classé     | « PA00116842 », notice no PA00116842 | 44° 23′ 08″ nord, 4° 24′ 53″ est   |       |
| Hôtel de Roqueplane                                                           | Viviers                        | Ardèche              | Auvergne-Rhône-Alpes       | classé     | « PA00116862 », notice no PA00116862 | 44° 28′ 51″ nord, 4° 41′ 27″ est   |       |
| Halle                                                                         | Ervy-le-Châtel                 | Aube                 | Grand Est                  | inscrit    | « PA00078106 », notice no PA00078106 | 48° 02′ 30″ nord, 3° 54′ 41″ est   |       |
| Bassin de distribution des eaux de Carcassonne                                | Carcassonne                    | Aude                 | Occitanie                  | inscrit    | « PA00102582 », notice no PA00102582 | 43° 12′ 46″ nord, 2° 20′ 54″ est   |       |
| Maison Gally                                                                  | Carcassonne                    | Aude                 | Occitanie                  | inscrit    | « PA00102611 », notice no PA00102611 | 43° 12′ 43″ nord, 2° 20′ 58″ est   |       |
| Collège Beauséjour                                                            | Narbonne                       | Aude                 | Occitanie                  | inscrit    | « PA00102794 », notice no PA00102794 | 43° 11′ 08″ nord, 3° 00′ 22″ est   |       |
| Église et couvent des Cordeliers                                              | Narbonne                       | Aude                 | Occitanie                  | inscrit    | « PA00102799 », notice no PA00102799 | 43° 11′ 12″ nord, 3° 00′ 28″ est   |       |
| Maison                                                                        | Narbonne                       | Aude                 | Occitanie                  | inscrit    | « PA00102816 », notice no PA00102816 | 43° 11′ 05″ nord, 3° 00′ 25″ est   |       |
| Maison                                                                        | Narbonne                       | Aude                 | Occitanie                  | inscrit    | « PA00102826 », notice no PA00102826 | 43° 11′ 05″ nord, 3° 00′ 22″ est   |       |
| Château de Serres                                                             | Serres                         | Aude                 | Occitanie                  | inscrit    | « PA00102902 », notice no PA00102902 | 42° 56′ 51″ nord, 2° 19′ 22″ est   |       |
| Maison                                                                        | Rodez                          | Aveyron              | Occitanie                  | inscrit    | « PA00094232 », notice no PA00094232 | 44° 21′ 06″ nord, 2° 34′ 36″ est   |       |
| Maison                                                                        | Rodez                          | Aveyron              | Occitanie                  | inscrit    | « PA00094120 », notice no PA00094120 | 44° 21′ 01″ nord, 2° 34′ 27″ est   |       |
| Pont de Layoule                                                               | Rodez                          | Aveyron              | Occitanie                  | inscrit    | « PA00094131 », notice no PA00094131 | 44° 21′ 12″ nord, 2° 34′ 52″ est   |       |
| Hôtel de préfecture de l'Aveyron                                              | Rodez                          | Aveyron              | Occitanie                  | inscrit    | « PA00094132 », notice no PA00094132 | 44° 20′ 58″ nord, 2° 34′ 29″ est   |       |
| Maison                                                                        | Rodez                          | Aveyron              | Occitanie                  | inscrit    | « PA00094124 », notice no PA00094124 | 44° 20′ 54″ nord, 2° 34′ 34″ est   |       |
| Maison                                                                        | Rodez                          | Aveyron              | Occitanie                  | inscrit    | « PA00094129 », notice no PA00094129 | 44° 20′ 55″ nord, 2° 34′ 36″ est   |       |
| Hôtel du Cheval Noir                                                          | Rodez                          | Aveyron              | Occitanie                  | inscrit    | « PA00094114 », notice no PA00094114 | 44° 20′ 56″ nord, 2° 34′ 23″ est   |       |
| Hôtel Delauro                                                                 | Rodez                          | Aveyron              | Occitanie                  | inscrit    | « PA00094125 », notice no PA00094125 | 44° 21′ 06″ nord, 2° 34′ 29″ est   |       |
| Maison                                                                        | Rodez                          | Aveyron              | Occitanie                  | inscrit    | « PA00094130 », notice no PA00094130 | 44° 20′ 59″ nord, 2° 34′ 32″ est   |       |
| Maison                                                                        | Salles-la-Source               | Aveyron              | Occitanie                  | inscrit    | « PA00094180 », notice no PA00094180 | 44° 26′ 57″ nord, 2° 29′ 17″ est   |       |
| Croix                                                                         | Salles-la-Source               | Aveyron              | Occitanie                  | inscrit    | « PA00094174 », notice no PA00094174 | 44° 24′ 36″ nord, 2° 31′ 17″ est   |       |
| Remparts                                                                      | Sélestat                       | Bas-Rhin             | Grand Est                  | inscrit    | « PA00085003 », notice no PA00085003 | 48° 15′ 18″ nord, 7° 27′ 12″ est   |       |
| Immeuble                                                                      | Strasbourg                     | Bas-Rhin             | Grand Est                  | inscrit    | « PA00085105 », notice no PA00085105 | 48° 34′ 47″ nord, 7° 44′ 59″ est   |       |
| Oppidum d'Entremont                                                           | Aix-en-Provence                | Bouches-du-Rhône     | Provence-Alpes-Côte d'Azur | inscrit    | « PA00081095 », notice no PA00081095 | 43° 33′ 08″ nord, 5° 26′ 21″ est   |       |
| Hôtel de Boadès                                                               | Aix-en-Provence                | Bouches-du-Rhône     | Provence-Alpes-Côte d'Azur | inscrit    | « PA00081020 », notice no PA00081020 | 43° 31′ 37″ nord, 5° 26′ 40″ est   |       |
| Église Sainte-Madeleine-de-l'Île                                              | Martigues                      | Bouches-du-Rhône     | Provence-Alpes-Côte d'Azur | classé     | « PA00081378 », notice no PA00081378 | 43° 24′ 19″ nord, 5° 03′ 16″ est   |       |
| Château de la Londe                                                           | Biéville-Beuville              | Calvados             | Normandie                  | inscrit    | « PA00111091 », notice no PA00111091 | 49° 13′ 50″ nord, 0° 21′ 57″ ouest |       |
| Immeuble du 54 rue Saint-Pierre à Caen                                        | Caen                           | Calvados             | Normandie                  | classé     | « PA00111164 », notice no PA00111164 | 49° 11′ 00″ nord, 0° 21′ 49″ ouest |       |
| Manoir de Caudemone                                                           | La Chapelle-Haute-Grue         | Calvados             | Normandie                  | inscrit    | « PA00111220 », notice no PA00111220 | 48° 57′ 51″ nord, 0° 08′ 14″ est   |       |
| Manoir de Coupesarte                                                          | Coupesarte                     | Calvados             | Normandie                  | classé     | « PA00111246 », notice no PA00111246 | 49° 03′ 30″ nord, 0° 06′ 22″ est   |       |
| Abbaye Saint-Martin                                                           | Juaye-Mondaye                  | Calvados             | Normandie                  | classé     | « PA00111458 », notice no PA00111458 | 49° 12′ 25″ nord, 0° 41′ 15″ ouest |       |
| Grange aux dîmes                                                              | Perrières                      | Calvados             | Normandie                  | classé     | « PA00111598 », notice no PA00111598 | 48° 57′ 37″ nord, 0° 07′ 59″ ouest |       |
| Abbaye d'Ardenne                                                              | Saint-Germain-la-Blanche-Herbe | Calvados             | Normandie                  | classé     | « PA00111675 », notice no PA00111675 | 49° 11′ 48″ nord, 0° 24′ 52″ ouest |       |
| Chapelle Saint-Antoine                                                        | Murat                          | Cantal               | Auvergne-Rhône-Alpes       | classé     | « PA00093492 », notice no PA00093492 | 45° 07′ 24″ nord, 2° 51′ 19″ est   |       |
| Abbaye de Feniers                                                             | Condat                         | Cantal               | Auvergne-Rhône-Alpes       | inscrit    | « PA00093502 », notice no PA00093502 | 45° 19′ 25″ nord, 2° 46′ 15″ est   |       |
| Hôtel de Lastic                                                               | Saint-Flour                    | Cantal               | Auvergne-Rhône-Alpes       | inscrit    | « PA00093615 », notice no PA00093615 | 45° 02′ 04″ nord, 3° 05′ 32″ est   |       |
| Halle                                                                         | Saint-Martin-Valmeroux         | Cantal               | Auvergne-Rhône-Alpes       | inscrit    | « PA00093651 », notice no PA00093651 | 45° 07′ 03″ nord, 2° 25′ 40″ est   |       |
| Église Saint-Vincent de Montguyon                                             | Montguyon                      | Charente-Maritime    | Nouvelle-Aquitaine         | inscrit    | « PA00104813 », notice no PA00104813 | 45° 13′ 14″ nord, 0° 10′ 46″ ouest |       |
| Église Sainte-Madeleine                                                       | Baigneux-les-Juifs             | Côte-d'Or            | Bourgogne-Franche-Comté    | inscrit    | « PA00112094 », notice no PA00112094 | 47° 36′ 03″ nord, 4° 39′ 03″ est   |       |
| Église Saint-Sulpice                                                          | Boux-sous-Salmaise             | Côte-d'Or            | Bourgogne-Franche-Comté    | inscrit    | « PA00112153 », notice no PA00112153 | 47° 28′ 23″ nord, 4° 38′ 13″ est   |       |
| Église Saint-Ambroise                                                         | Busserotte-et-Montenaille      | Côte-d'Or            | Bourgogne-Franche-Comté    | inscrit    | « PA00112166 », notice no PA00112166 | 47° 39′ 49″ nord, 4° 58′ 36″ est   |       |
| Château de Moux                                                               | Corgoloin                      | Côte-d'Or            | Bourgogne-Franche-Comté    | inscrit    | « PA00112227 », notice no PA00112227 | 47° 04′ 24″ nord, 4° 57′ 51″ est   |       |
| Église                                                                        | Darcey                         | Côte-d'Or            | Bourgogne-Franche-Comté    | inscrit    | « PA00112247 », notice no PA00112247 | 47° 33′ 05″ nord, 4° 34′ 13″ est   |       |
| Hôtel de Sassenay                                                             | Dijon                          | Côte-d'Or            | Bourgogne-Franche-Comté    | inscrit    | « PA00112327 », notice no PA00112327 | 47° 19′ 11″ nord, 5° 02′ 18″ est   |       |
| Hôtel de Talmay                                                               | Dijon                          | Côte-d'Or            | Bourgogne-Franche-Comté    | classé     | « PA00112278 », notice no PA00112278 | 47° 19′ 15″ nord, 5° 02′ 28″ est   |       |
| Hôtel Godran                                                                  | Dijon                          | Côte-d'Or            | Bourgogne-Franche-Comté    | inscrit    | « PA00112301 », notice no PA00112301 | 47° 19′ 22″ nord, 5° 02′ 18″ est   |       |
| Maison                                                                        | Dijon                          | Côte-d'Or            | Bourgogne-Franche-Comté    | inscrit    | « PA00112425 », notice no PA00112425 | 47° 19′ 23″ nord, 5° 02′ 35″ est   |       |
| Maison                                                                        | Dijon                          | Côte-d'Or            | Bourgogne-Franche-Comté    | inscrit    | « PA00112415 », notice no PA00112415 | 47° 19′ 23″ nord, 5° 02′ 37″ est   |       |
| Chapelle de la Maladière                                                      | Dijon                          | Côte-d'Or            | Bourgogne-Franche-Comté    | inscrit    | « PA00112256 », notice no PA00112256 | 47° 19′ 55″ nord, 5° 03′ 03″ est   |       |
| Hôtel Nicolas Rolin                                                           | Dijon                          | Côte-d'Or            | Bourgogne-Franche-Comté    | inscrit    | « PA00112315 », notice no PA00112315 | 47° 19′ 20″ nord, 5° 02′ 37″ est   |       |
| Hôtel de Noident                                                              | Dijon                          | Côte-d'Or            | Bourgogne-Franche-Comté    | inscrit    | « PA00112316 », notice no PA00112316 | 47° 19′ 27″ nord, 5° 02′ 45″ est   |       |
| Cellier de Morimont                                                           | Dijon                          | Côte-d'Or            | Bourgogne-Franche-Comté    | inscrit    | « PA00112254 », notice no PA00112254 | 47° 19′ 32″ nord, 5° 02′ 27″ est   |       |
| Hôtel de la Mare                                                              | Dijon                          | Côte-d'Or            | Bourgogne-Franche-Comté    | inscrit    | « PA00112312 », notice no PA00112312 | 47° 19′ 09″ nord, 5° 02′ 16″ est   |       |
| Hôtel de Saulx                                                                | Dijon                          | Côte-d'Or            | Bourgogne-Franche-Comté    | inscrit    | « PA00112328 », notice no PA00112328 | 47° 19′ 29″ nord, 5° 02′ 45″ est   |       |
| Château d'Essarois                                                            | Essarois                       | Côte-d'Or            | Bourgogne-Franche-Comté    | inscrit    | « PA00112446 », notice no PA00112446 | 47° 45′ 16″ nord, 4° 47′ 04″ est   |       |
| Église Saint-Martin                                                           | Fénay                          | Côte-d'Or            | Bourgogne-Franche-Comté    | inscrit    | « PA00112449 », notice no PA00112449 | 47° 13′ 59″ nord, 5° 03′ 51″ est   |       |
| Église Saint-Martin                                                           | Fixin                          | Côte-d'Or            | Bourgogne-Franche-Comté    | inscrit    | « PA00112451 », notice no PA00112451 | 47° 14′ 41″ nord, 4° 58′ 10″ est   |       |
| Église Saint-Martin                                                           | Gissey-sous-Flavigny           | Côte-d'Or            | Bourgogne-Franche-Comté    | inscrit    | « PA00112481 », notice no PA00112481 | 47° 30′ 45″ nord, 4° 35′ 21″ est   |       |
| Église de l'Immaculée-Conception                                              | Marmagne                       | Côte-d'Or            | Bourgogne-Franche-Comté    | inscrit    | « PA00112530 », notice no PA00112530 | 47° 37′ 17″ nord, 4° 22′ 03″ est   |       |
| Château de Montbard                                                           | Montbard                       | Côte-d'Or            | Bourgogne-Franche-Comté    | classé     | « PA00112547 », notice no PA00112547 | 47° 37′ 37″ nord, 4° 20′ 06″ est   |       |
| Église Sainte-Urse                                                            | Montbard                       | Côte-d'Or            | Bourgogne-Franche-Comté    | inscrit    | « PA00112548 », notice no PA00112548 | 47° 37′ 31″ nord, 4° 20′ 08″ est   |       |
| Beffroi                                                                       | Nuits-Saint-Georges            | Côte-d'Or            | Bourgogne-Franche-Comté    | inscrit    | « PA00112573 », notice no PA00112573 | 47° 08′ 11″ nord, 4° 56′ 56″ est   |       |
| Église Saint-Victor                                                           | Poiseul-la-Ville-et-Laperrière | Côte-d'Or            | Bourgogne-Franche-Comté    | inscrit    | « PA00112588 », notice no PA00112588 | 47° 33′ 49″ nord, 4° 40′ 12″ est   |       |
| Église Saint-Saturnin                                                         | Reulle-Vergy                   | Côte-d'Or            | Bourgogne-Franche-Comté    | inscrit    | « PA00112606 », notice no PA00112606 | 47° 10′ 49″ nord, 4° 53′ 25″ est   |       |
| Église                                                                        | Saint-Germain-le-Rocheux       | Côte-d'Or            | Bourgogne-Franche-Comté    | inscrit    | « PA00112625 », notice no PA00112625 | 47° 45′ 04″ nord, 4° 40′ 06″ est   |       |
| Château de Saint-Loup-sur-Thouet                                              | Saint-Loup-Lamairé             | Deux-Sèvres          | Nouvelle-Aquitaine         | classé     | « PA00101343 », notice no PA00101343 | 46° 47′ 22″ nord, 0° 10′ 05″ ouest |       |
| Église Notre-Dame-de-l'Assomption                                             | Atur                           | Dordogne             | Nouvelle-Aquitaine         | inscrit    | « PA00082322 », notice no PA00082322 | 45° 08′ 26″ nord, 0° 44′ 54″ est   |       |
| Château Henri IV                                                              | Bergerac                       | Dordogne             | Nouvelle-Aquitaine         | inscrit    | « PA00082372 », notice no PA00082372 | 44° 50′ 59″ nord, 0° 29′ 01″ est   |       |
| Église Notre-Dame-de-l'Assomption                                             | Bourg-du-Bost                  | Dordogne             | Nouvelle-Aquitaine         | inscrit    | « PA00082398 », notice no PA00082398 | 45° 16′ 21″ nord, 0° 15′ 27″ est   |       |
| Château de Mavaleix                                                           | Chalais                        | Dordogne             | Nouvelle-Aquitaine         | inscrit    | « PA00082460 », notice no PA00082460 | 45° 30′ 15″ nord, 0° 57′ 32″ est   |       |
| Domaine du château de Clauzuroux                                              | Champagne-et-Fontaine          | Dordogne             | Nouvelle-Aquitaine         | inscrit    | « PA00082463 », notice no PA00082463 | 45° 24′ 35″ nord, 0° 21′ 21″ est   |       |
| Église Saint-Martin de Champagne                                              | Champagne-et-Fontaine          | Dordogne             | Nouvelle-Aquitaine         | inscrit    | « PA00082464 », notice no PA00082464 | 45° 25′ 20″ nord, 0° 18′ 59″ est   |       |
| Tour de Chavagnac                                                             | Chavagnac                      | Dordogne             | Nouvelle-Aquitaine         | inscrit    | « PA00082486 », notice no PA00082486 | 45° 05′ 18″ nord, 1° 22′ 23″ est   |       |
| Château de la Rolphie                                                         | Coulounieix-Chamiers           | Dordogne             | Nouvelle-Aquitaine         | inscrit    | « PA00082506 », notice no PA00082506 | 45° 09′ 10″ nord, 0° 39′ 37″ est   |       |
| Église Saint-Saturnin                                                         | Coutures                       | Dordogne             | Nouvelle-Aquitaine         | inscrit    | « PA00082509 », notice no PA00082509 | 45° 19′ 51″ nord, 0° 23′ 34″ est   |       |
| Église Saint-Martin                                                           | Festalemps                     | Dordogne             | Nouvelle-Aquitaine         | inscrit    | « PA00082558 », notice no PA00082558 | 45° 13′ 37″ nord, 0° 14′ 28″ est   |       |
| Église Saint-Eutrope                                                          | Lusignac                       | Dordogne             | Nouvelle-Aquitaine         | inscrit    | « PA00082622 », notice no PA00082622 | 45° 19′ 40″ nord, 0° 18′ 45″ est   |       |
| Hôtel de Mèredieu d'Ambois                                                    | Périgueux                      | Dordogne             | Nouvelle-Aquitaine         | inscrit    | « PA00082756 », notice no PA00082756 | 45° 11′ 03″ nord, 0° 43′ 23″ est   |       |
| Château de la Grande Filolie                                                  | Saint-Amand-de-Coly            | Dordogne             | Nouvelle-Aquitaine         | inscrit    | « PA00082793 », notice no PA00082793 | 45° 02′ 40″ nord, 1° 12′ 38″ est   |       |
| Gisement préhistorique de Saint-Avit-Sénieur (Combe-Capelle)                  | Saint-Avit-Sénieur             | Dordogne             | Nouvelle-Aquitaine         | classé     | « PA00082810 », notice no PA00082810 | 44° 45′ 11″ nord, 0° 51′ 00″ est   |       |
| Église Saint-Julien                                                           | Saint-Julien-de-Lampon         | Dordogne             | Nouvelle-Aquitaine         | inscrit    | « PA00082850 », notice no PA00082850 | 44° 51′ 38″ nord, 1° 21′ 46″ est   |       |
| Église Saint-Loup d'Eybènes                                                   | Salignac-Eyvigues              | Dordogne             | Nouvelle-Aquitaine         | inscrit    | « PA00082913 », notice no PA00082913 | 44° 55′ 55″ nord, 1° 23′ 55″ est   |       |
| Hôtel de ville de Sarlat-la-Canéda                                            | Sarlat-la-Canéda               | Dordogne             | Nouvelle-Aquitaine         | classé     | « PA00082940 », notice no PA00082940 | 44° 53′ 24″ nord, 1° 13′ 01″ est   |       |
| Château de la Bonnetie                                                        | Sarliac-sur-l'Isle             | Dordogne             | Nouvelle-Aquitaine         | inscrit    | « PA00082989 », notice no PA00082989 | 45° 14′ 27″ nord, 0° 52′ 46″ est   |       |
| Prieuré de Monbos                                                             | Thénac                         | Dordogne             | Nouvelle-Aquitaine         | inscrit    | « PA00083016 », notice no PA00083016 | 44° 44′ 37″ nord, 0° 23′ 11″ est   |       |
| Château de Septfonds                                                          | Trélissac                      | Dordogne             | Nouvelle-Aquitaine         | inscrit    | « PA00083028 », notice no PA00083028 | 45° 13′ 12″ nord, 0° 45′ 19″ est   |       |
| Arènes                                                                        | Besançon                       | Doubs                | Bourgogne-Franche-Comté    | classé     | « PA00101454 », notice no PA00101454 | 47° 14′ 21″ nord, 6° 00′ 56″ est   |       |
| Hôtel de Granvelle                                                            | Maîche                         | Doubs                | Bourgogne-Franche-Comté    | inscrit    | « PA00101666 », notice no PA00101666 | 47° 15′ 08″ nord, 6° 48′ 00″ est   |       |
| Château de Grignan                                                            | Grignan                        | Drôme                | Auvergne-Rhône-Alpes       | inscrit    | « PA00116961 », notice no PA00116961 | 44° 25′ 08″ nord, 4° 54′ 32″ est   |       |
| Château de Farcheville                                                        | Bouville                       | Essonne              | Île-de-France              | inscrit    | « PA00087830 », notice no PA00087830 | 48° 25′ 31″ nord, 2° 17′ 16″ est   |       |
| Tour de Pocancy                                                               | Janville-sur-Juine             | Essonne              | Île-de-France              | inscrit    | « PA00087926 », notice no PA00087926 | 48° 30′ 39″ nord, 2° 16′ 21″ est   |       |
| Terrasse et grotte de rocaille                                                | Juvisy-sur-Orge                | Essonne              | Île-de-France              | inscrit    | « PA00087931 », notice no PA00087931 | 48° 41′ 42″ nord, 2° 22′ 29″ est   |       |
| Église Saint-Germain de Saclas                                                | Saclas                         | Essonne              | Île-de-France              | inscrit    | « PA00087994 », notice no PA00087994 | 48° 21′ 41″ nord, 2° 07′ 33″ est   |       |
| Allée sépulcrale de Pinterville                                               | Pinterville                    | Eure                 | Normandie                  | classé     | « PA00099508 », notice no PA00099508 | 49° 10′ 57″ nord, 1° 11′ 27″ est   |       |
| Château                                                                       | Châteaudun                     | Eure-et-Loir         | Centre-Val de Loire        | classé     | « PA00097021 », notice no PA00097021 | 48° 04′ 15″ nord, 1° 19′ 25″ est   |       |
| Chapelle Sainte-Geneviève                                                     | Morlaix                        | Finistère            | Bretagne                   | classé     | « PA00090126 », notice no PA00090126 | 48° 35′ 38″ nord, 3° 48′ 23″ ouest |       |
| Chapelle Saint-Côme de Saint-Nic                                              | Saint-Nic                      | Finistère            | Bretagne                   | classé     | « PA00090424 », notice no PA00090424 | 48° 11′ 38″ nord, 4° 17′ 13″ ouest |       |
| Église Saint-Magloire de Telgruc-sur-Mer                                      | Telgruc-sur-Mer                | Finistère            | Bretagne                   | inscrit    | « PA00090455 », notice no PA00090455 | 48° 13′ 54″ nord, 4° 21′ 25″ ouest |       |
| Tour des remparts de Pouzilhac                                                | Pouzilhac                      | Gard                 | Occitanie                  | inscrit    | « PA00103174 », notice no PA00103174 | 44° 02′ 29″ nord, 4° 34′ 44″ est   |       |
| Château de Calvières                                                          | Vézénobres                     | Gard                 | Occitanie                  | inscrit    | « PA00103296 », notice no PA00103296 | 44° 03′ 09″ nord, 4° 08′ 38″ est   |       |
| Fort Saint-André, incluant l'ancienne abbaye Saint-André                      | Villeneuve-lès-Avignon         | Gard                 | Occitanie                  | classé     | « PA00103306 », notice no PA00103306 | 43° 57′ 55″ nord, 4° 48′ 03″ est   |       |
| École primaire Montolivet                                                     | Villeneuve-lès-Avignon         | Gard                 | Occitanie                  | classé     | « PA00103304 », notice no PA00103304 | 43° 57′ 45″ nord, 4° 47′ 42″ est   |       |
| Prieuré de Saint-Orens d'Auch                                                 | Auch                           | Gers                 | Occitanie                  | inscrit    | « PA00094719 », notice no PA00094719 | 43° 38′ 54″ nord, 0° 35′ 19″ est   |       |
| Allées d'Étigny                                                               | Auch                           | Gers                 | Occitanie                  | inscrit    | « PA00094699 », notice no PA00094699 | 43° 38′ 50″ nord, 0° 35′ 00″ est   |       |
| Collège Salinis                                                               | Auch                           | Gers                 | Occitanie                  | inscrit    | « PA00094714 », notice no PA00094714 | 43° 38′ 43″ nord, 0° 35′ 06″ est   |       |
| Hôtel de ville                                                                | Auch                           | Gers                 | Occitanie                  | inscrit    | « PA00094710 », notice no PA00094710 | 43° 38′ 49″ nord, 0° 34′ 59″ est   |       |
| Église Saint-Leu de Bernède                                                   | Bernède                        | Gers                 | Occitanie                  | classé     | « PA00094739 », notice no PA00094739 | 43° 40′ 11″ nord, 0° 13′ 14″ ouest |       |
| Borne de Biran                                                                | Biran                          | Gers                 | Occitanie                  | inscrit    | « PA00094744 », notice no PA00094744 | 43° 41′ 47″ nord, 0° 25′ 09″ est   |       |
| Vieille porte de Biran                                                        | Biran                          | Gers                 | Occitanie                  | inscrit    | « PA00094746 », notice no PA00094746 | 43° 41′ 47″ nord, 0° 25′ 10″ est   |       |
| Château de Caumont                                                            | Cazaux-Savès                   | Gers                 | Occitanie                  | inscrit    | « PA00094766 », notice no PA00094766 | 43° 32′ 00″ nord, 0° 58′ 00″ est   |       |
| Église Saint-Sauveur de Faget-Abbatial                                        | Faget-Abbatial                 | Gers                 | Occitanie                  | inscrit    | « PA00094797 », notice no PA00094797 | 43° 30′ 18″ nord, 0° 41′ 41″ est   |       |
| Église Saint-André de Lahitte                                                 | Lahitte                        | Gers                 | Occitanie                  | inscrit    | « PA00094820 », notice no PA00094820 | 43° 39′ 36″ nord, 0° 40′ 47″ est   |       |
| Enceinte de Larressingle                                                      | Larressingle                   | Gers                 | Occitanie                  | inscrit    | « PA00094829 », notice no PA00094829 | 43° 56′ 38″ nord, 0° 18′ 38″ est   |       |
| Tour du Bourreau                                                              | Lectoure                       | Gers                 | Occitanie                  | inscrit    | « PA00094843 », notice no PA00094843 | 43° 56′ 08″ nord, 0° 37′ 26″ est   |       |
| Porte de Montaut-les-Créneaux                                                 | Montaut-les-Créneaux           | Gers                 | Occitanie                  | inscrit    | « PA00094872 », notice no PA00094872 | 43° 41′ 39″ nord, 0° 39′ 26″ est   |       |
| Fontaine d'Orbessan                                                           | Orbessan                       | Gers                 | Occitanie                  | inscrit    | « PA00094884 », notice no PA00094884 | 43° 32′ 37″ nord, 0° 36′ 34″ est   |       |
| Prieuré de Saint-Mont                                                         | Saint-Mont                     | Gers                 | Occitanie                  | inscrit    | « PA00094921 », notice no PA00094921 | 43° 39′ 06″ nord, 0° 08′ 58″ ouest |       |
| Château des Quat'Sos                                                          | Réole (La)                     | Gironde              | Nouvelle-Aquitaine         | inscrit    | « PA00083694 », notice no PA00083694 | 44° 34′ 53″ nord, 0° 02′ 36″ ouest |       |
| Cour des Dîmes                                                                | Bergheim                       | Haut-Rhin            | Grand Est                  | inscrit    | « PA00085340 », notice no PA00085340 | 48° 12′ 17″ nord, 7° 21′ 39″ est   |       |
| Immeuble                                                                      | Bergheim                       | Haut-Rhin            | Grand Est                  | inscrit    | « PA00085345 », notice no PA00085345 | 48° 12′ 22″ nord, 7° 21′ 42″ est   |       |
| Château de Barbazan                                                           | Barbazan                       | Haute-Garonne        | Occitanie                  | inscrit    | « PA00094283 », notice no PA00094283 | 43° 02′ 01″ nord, 0° 37′ 37″ est   |       |
| Château de Pibrac                                                             | Pibrac                         | Haute-Garonne        | Occitanie                  | classé     | « PA00094418 », notice no PA00094418 | 43° 37′ 08″ nord, 1° 17′ 13″ est   |       |
| Maison                                                                        | Rieux-Volvestre                | Haute-Garonne        | Occitanie                  | inscrit    | « PA00094438 », notice no PA00094438 | 43° 15′ 29″ nord, 1° 12′ 12″ est   |       |
| Château de Saint-Paul-d'Oueil                                                 | Saint-Paul-d'Oueil             | Haute-Garonne        | Occitanie                  | inscrit    | « PA00094472 », notice no PA00094472 | 42° 49′ 38″ nord, 0° 33′ 04″ est   |       |
| Hôtel de Lestang                                                              | Toulouse                       | Haute-Garonne        | Occitanie                  | inscrit    | « PA00094555 », notice no PA00094555 | 43° 35′ 53″ nord, 1° 27′ 03″ est   |       |
| Abbaye de Saint-Urbain                                                        | Saint-Urbain-Maconcourt        | Haute-Marne          | Grand Est                  | inscrit    | « PA00079235 », notice no PA00079235 | 48° 24′ 00″ nord, 5° 11′ 06″ est   |       |
| Pont Romain                                                                   | Les Clefs                      | Haute-Savoie         | Auvergne-Rhône-Alpes       | inscrit    | « PA00118374 », notice no PA00118374 | 45° 51′ 48″ nord, 6° 19′ 40″ est   |       |
| Présidial de la généralité du Limousin                                        | Limoges                        | Haute-Vienne         | Nouvelle-Aquitaine         | inscrit    | « PA00100379 », notice no PA00100379 | 45° 49′ 58″ nord, 1° 15′ 28″ est   |       |
| Calvaire                                                                      | Limoges                        | Haute-Vienne         | Nouvelle-Aquitaine         | inscrit    | « PA00100332 », notice no PA00100332 | 45° 49′ 17″ nord, 1° 15′ 53″ est   |       |
| Hôpital municipal                                                             | Limoges                        | Haute-Vienne         | Nouvelle-Aquitaine         | inscrit    | « PA00100351 », notice no PA00100351 | 45° 49′ 28″ nord, 1° 15′ 41″ est   |       |
| Hôtel Martin de La Bastide                                                    | Limoges                        | Haute-Vienne         | Nouvelle-Aquitaine         | inscrit    | « PA00100355 », notice no PA00100355 | 45° 49′ 53″ nord, 1° 15′ 24″ est   |       |
| Hôtel Naurissart                                                              | Limoges                        | Haute-Vienne         | Nouvelle-Aquitaine         | inscrit    | « PA00100357 », notice no PA00100357 | 45° 49′ 57″ nord, 1° 15′ 39″ est   |       |
| Hôtel                                                                         | Limoges                        | Haute-Vienne         | Nouvelle-Aquitaine         | inscrit    | « PA00100359 », notice no PA00100359 | 45° 49′ 48″ nord, 1° 15′ 32″ est   |       |
| Mur gallo-romain                                                              | Limoges                        | Haute-Vienne         | Nouvelle-Aquitaine         | inscrit    | « PA00100374 », notice no PA00100374 | 45° 49′ 14″ nord, 1° 15′ 24″ est   |       |
| Maison                                                                        | Limoges                        | Haute-Vienne         | Nouvelle-Aquitaine         | inscrit    | « PA00100367 », notice no PA00100367 | 45° 49′ 49″ nord, 1° 15′ 28″ est   |       |
| Maison                                                                        | Limoges                        | Haute-Vienne         | Nouvelle-Aquitaine         | inscrit    | « PA00100364 », notice no PA00100364 | 45° 49′ 45″ nord, 1° 15′ 31″ est   |       |
| Église Notre-Dame-de-la-Nativité d'Upaix                                      | Upaix                          | Hautes-Alpes         | Provence-Alpes-Côte d'Azur | inscrit    | « PA00080630 », notice no PA00080630 | 44° 19′ 02″ nord, 5° 52′ 29″ est   |       |
| Chapelle Saint-Germain de Cesseras                                            | Cesseras                       | Hérault              | Occitanie                  | classé     | « PA00103428 », notice no PA00103428 | 43° 19′ 29″ nord, 2° 41′ 39″ est   |       |
| Église Saint-Jacques de Fabrègues                                             | Fabrègues                      | Hérault              | Occitanie                  | inscrit    | « PA00103449 », notice no PA00103449 | 43° 33′ 07″ nord, 3° 46′ 34″ est   |       |
| Hôpital Général Saint-Charles                                                 | Montpellier                    | Hérault              | Occitanie                  | classé     | « PA00103544 », notice no PA00103544 | 43° 36′ 57″ nord, 3° 52′ 27″ est   |       |
| Remparts nord                                                                 | Fougères                       | Ille-et-Vilaine      | Bretagne                   | inscrit    | « PA00090570 », notice no PA00090570 | 48° 21′ 18″ nord, 1° 12′ 13″ ouest |       |
| Hôtel de Blossac                                                              | Rennes                         | Ille-et-Vilaine      | Bretagne                   | classé     | « PA00090686 », notice no PA00090686 | 48° 06′ 41″ nord, 1° 40′ 56″ ouest |       |
| Église Saint-Étienne de Déols                                                 | Déols                          | Indre                | Centre-Val de Loire        | inscrit    | « PA00097336 », notice no PA00097336 | 46° 49′ 40″ nord, 1° 42′ 16″ est   |       |
| Château de Nitray                                                             | Athée-sur-Cher                 | Indre-et-Loire       | Centre-Val de Loire        | inscrit    | « PA00097534 », notice no PA00097534 | 47° 20′ 27″ nord, 0° 53′ 40″ est   |       |
| Château d'Azay-sur-Cher                                                       | Azay-sur-Cher                  | Indre-et-Loire       | Centre-Val de Loire        | inscrit    | « PA00097550 », notice no PA00097550 | 47° 20′ 59″ nord, 0° 50′ 51″ est   |       |
| Château de la Michelinière                                                    | Azay-sur-Cher                  | Indre-et-Loire       | Centre-Val de Loire        | inscrit    | « PA00097552 », notice no PA00097552 | 47° 19′ 39″ nord, 0° 51′ 01″ est   |       |
| Église Sainte-Marie-Madeleine d'Azay-sur-Cher                                 | Azay-sur-Cher                  | Indre-et-Loire       | Centre-Val de Loire        | inscrit    | « PA00097553 », notice no PA00097553 | 47° 20′ 59″ nord, 0° 50′ 49″ est   |       |
| Manoir de la Baillardière                                                     | Berthenay                      | Indre-et-Loire       | Centre-Val de Loire        | inscrit    | « PA00097584 », notice no PA00097584 | 47° 22′ 08″ nord, 0° 33′ 25″ est   |       |
| Manoir de Montfort                                                            | Chançay                        | Indre-et-Loire       | Centre-Val de Loire        | inscrit    | « PA00097628 », notice no PA00097628 | 47° 26′ 27″ nord, 0° 53′ 03″ est   |       |
| Église Saint-Laurent de Charentilly                                           | Charentilly                    | Indre-et-Loire       | Centre-Val de Loire        | inscrit    | « PA00097638 », notice no PA00097638 | 47° 28′ 13″ nord, 0° 36′ 35″ est   |       |
| Manoir des Ligneries                                                          | Charentilly                    | Indre-et-Loire       | Centre-Val de Loire        | inscrit    | « PA00097639 », notice no PA00097639 | 47° 27′ 48″ nord, 0° 36′ 23″ est   |       |
| Église Saint-Jean-Baptiste de Chenonceaux                                     | Chenonceaux                    | Indre-et-Loire       | Centre-Val de Loire        | inscrit    | « PA00097655 », notice no PA00097655 | 47° 19′ 52″ nord, 1° 04′ 02″ est   |       |
| Église Saint-Pierre de Chisseaux                                              | Chisseaux                      | Indre-et-Loire       | Centre-Val de Loire        | inscrit    | « PA00097690 », notice no PA00097690 | 47° 19′ 54″ nord, 1° 05′ 41″ est   |       |
| Manoir de la Roche-Musset                                                     | Cinq-Mars-la-Pile              | Indre-et-Loire       | Centre-Val de Loire        | inscrit    | « PA00097701 », notice no PA00097701 | 47° 20′ 25″ nord, 0° 26′ 07″ est   |       |
| Château de Civray-de-Touraine                                                 | Civray-de-Touraine             | Indre-et-Loire       | Centre-Val de Loire        | inscrit    | « PA00097703 », notice no PA00097703 | 47° 19′ 55″ nord, 1° 03′ 02″ est   |       |
| Chapelle de la Madeleine du Croulay                                           | Cravant-les-Côteaux            | Indre-et-Loire       | Centre-Val de Loire        | inscrit    | « PA00097716 », notice no PA00097716 | 47° 10′ 38″ nord, 0° 23′ 03″ est   |       |
| Manoir des Berthaisières                                                      | Cravant-les-Côteaux            | Indre-et-Loire       | Centre-Val de Loire        | inscrit    | « PA00097719 », notice no PA00097719 | 47° 09′ 25″ nord, 0° 21′ 01″ est   |       |
| Château du Paradis                                                            | La Croix-en-Touraine           | Indre-et-Loire       | Centre-Val de Loire        | inscrit    | « PA00097729 », notice no PA00097729 | 47° 21′ 59″ nord, 1° 00′ 41″ est   |       |
| Château de la Marbellière                                                     | Joué-lès-Tours                 | Indre-et-Loire       | Centre-Val de Loire        | inscrit    | « PA00097789 », notice no PA00097789 | 47° 21′ 32″ nord, 0° 39′ 45″ est   |       |
| Château de la Crouzillière                                                    | Joué-lès-Tours                 | Indre-et-Loire       | Centre-Val de Loire        | inscrit    | « PA00097788 », notice no PA00097788 | 47° 21′ 37″ nord, 0° 39′ 06″ est   |       |
| Manoir de la Frazelière                                                       | Joué-lès-Tours                 | Indre-et-Loire       | Centre-Val de Loire        | inscrit    | « PA00097792 », notice no PA00097792 | 47° 21′ 31″ nord, 0° 39′ 59″ est   |       |
| Manoir de Fontenay                                                            | Lignières-de-Touraine          | Indre-et-Loire       | Centre-Val de Loire        | inscrit    | « PA00097806 », notice no PA00097806 | 47° 18′ 19″ nord, 0° 26′ 03″ est   |       |
| Château d'Argenson                                                            | Maillé                         | Indre-et-Loire       | Centre-Val de Loire        | inscrit    | « PA00097855 », notice no PA00097855 | 47° 03′ 35″ nord, 0° 34′ 21″ est   |       |
| La Bourdaisière                                                               | Montlouis-sur-Loire            | Indre-et-Loire       | Centre-Val de Loire        | inscrit    | « PA00097872 », notice no PA00097872 | 47° 22′ 11″ nord, 0° 50′ 19″ est   |       |
| Château de Chassetière                                                        | Notre-Dame-d'Oé                | Indre-et-Loire       | Centre-Val de Loire        | inscrit    | « PA00097898 », notice no PA00097898 | 47° 26′ 52″ nord, 0° 41′ 39″ est   |       |
| Église Saint-Vincent de Panzoult                                              | Panzoult                       | Indre-et-Loire       | Centre-Val de Loire        | inscrit    | « PA00097904 », notice no PA00097904 | 47° 08′ 46″ nord, 0° 24′ 01″ est   |       |
| Église Saint-Clair de Pussigny                                                | Pussigny                       | Indre-et-Loire       | Centre-Val de Loire        | inscrit    | « PA00097931 », notice no PA00097931 | 46° 59′ 34″ nord, 0° 34′ 12″ est   |       |
| Manoir de Vaudésir                                                            | Saint-Christophe-sur-le-Nais   | Indre-et-Loire       | Centre-Val de Loire        | inscrit    | « PA00098067 », notice no PA00098067 | 47° 38′ 07″ nord, 0° 28′ 38″ est   |       |
| Château de la Roche Racan                                                     | Saint-Paterne-Racan            | Indre-et-Loire       | Centre-Val de Loire        | inscrit    | « PA00098095 », notice no PA00098095 | 47° 35′ 25″ nord, 0° 30′ 00″ est   |       |
| Église Saint-Paterne de Saint-Paterne-Racan                                   | Saint-Paterne-Racan            | Indre-et-Loire       | Centre-Val de Loire        | inscrit    | « PA00098096 », notice no PA00098096 | 47° 36′ 11″ nord, 0° 29′ 02″ est   |       |
| Maison d'Estouteville                                                         | Sainte-Maure-de-Touraine       | Indre-et-Loire       | Centre-Val de Loire        | inscrit    | « PA00098088 », notice no PA00098088 | 47° 06′ 40″ nord, 0° 37′ 06″ est   |       |
| Château de Semblançay                                                         | Semblançay                     | Indre-et-Loire       | Centre-Val de Loire        | inscrit    | « PA00098106 », notice no PA00098106 | 47° 29′ 56″ nord, 0° 34′ 59″ est   |       |
| Abbaye de Saint-Julien                                                        | Tours                          | Indre-et-Loire       | Centre-Val de Loire        | classé     | « PA00098130 », notice no PA00098130 | 47° 23′ 45″ nord, 0° 41′ 14″ est   |       |
| Hôtel de Beaune-Semblançay                                                    | Tours                          | Indre-et-Loire       | Centre-Val de Loire        | classé     | « PA00098164 », notice no PA00098164 | 47° 23′ 41″ nord, 0° 41′ 14″ est   |       |
| Église Saint-Saturnin                                                         | Tours                          | Indre-et-Loire       | Centre-Val de Loire        | inscrit    | « PA00098156 », notice no PA00098156 | 47° 23′ 45″ nord, 0° 40′ 57″ est   |       |
| Édifice gallo-romain de Vernou-sur-Brenne                                     | Vernou-sur-Brenne              | Indre-et-Loire       | Centre-Val de Loire        | inscrit    | « PA00098282 », notice no PA00098282 | 47° 25′ 18″ nord, 0° 50′ 42″ est   |       |
| Manoir du Bas-Cousse                                                          | Vernou-sur-Brenne              | Indre-et-Loire       | Centre-Val de Loire        | inscrit    | « PA00098284 », notice no PA00098284 | 47° 26′ 51″ nord, 0° 50′ 41″ est   |       |
| Église Notre-Dame de La Ville-aux-Dames                                       | La Ville-aux-Dames             | Indre-et-Loire       | Centre-Val de Loire        | inscrit    | « PA00098289 », notice no PA00098289 | 47° 23′ 46″ nord, 0° 45′ 45″ est   |       |
| Château de Septème                                                            | Septème                        | Isère                | Auvergne-Rhône-Alpes       | inscrit    | « PA00117285 », notice no PA00117285 | 45° 33′ 03″ nord, 5° 00′ 39″ est   |       |
| Immeuble                                                                      | Dole                           | Jura                 | Bourgogne-Franche-Comté    | inscrit    | « PA00101861 », notice no PA00101861 | 47° 05′ 34″ nord, 5° 29′ 38″ est   |       |
| Église Saint-Lubin d'Averdon                                                  | Averdon                        | Loir-et-Cher         | Centre-Val de Loire        | classé     | « PA00098329 », notice no PA00098329 | 47° 41′ 04″ nord, 1° 17′ 39″ est   |       |
| Maison de Javogues                                                            | Bellegarde-en-Forez            | Loire                | Auvergne-Rhône-Alpes       | inscrit    | « PA00117426 », notice no PA00117426 | 45° 38′ 55″ nord, 4° 17′ 57″ est   |       |
| Ancienne église Saint-Martin de Lézigneux                                     | Lézigneux                      | Loire                | Auvergne-Rhône-Alpes       | inscrit    | « PA00117499 », notice no PA00117499 | 45° 34′ 01″ nord, 4° 03′ 37″ est   |       |
| Maison en bois                                                                | Saint-Germain-Laval            | Loire                | Auvergne-Rhône-Alpes       | inscrit    | « PA00117619 », notice no PA00117619 | 45° 49′ 46″ nord, 4° 00′ 40″ est   |       |
| Palais de la Bourse                                                           | Nantes                         | Loire-Atlantique     | Pays de la Loire           | inscrit    | « PA00108652 », notice no PA00108652 | 47° 12′ 46″ nord, 1° 33′ 30″ ouest |       |
| Hôtel de préfecture de la Loire-Atlantique                                    | Nantes                         | Loire-Atlantique     | Pays de la Loire           | inscrit    | « PA00108758 », notice no PA00108758 | 47° 13′ 14″ nord, 1° 33′ 11″ ouest |       |
| Maison                                                                        | Beaugency                      | Loiret               | Centre-Val de Loire        | inscrit    | « PA00098696 », notice no PA00098696 | 47° 46′ 40″ nord, 1° 37′ 55″ est   |       |
| Château de Pully                                                              | Lailly-en-Val                  | Loiret               | Centre-Val de Loire        | inscrit    | « PA00098803 », notice no PA00098803 | 47° 43′ 57″ nord, 1° 44′ 48″ est   |       |
| Église Notre-Dame de Melleroy                                                 | Melleroy                       | Loiret               | Centre-Val de Loire        | inscrit    | « PA00098816 », notice no PA00098816 | 47° 53′ 43″ nord, 2° 57′ 12″ est   |       |
| Château de Mercuès                                                            | Mercuès                        | Lot                  | Occitanie                  | inscrit    | « PA00095166 », notice no PA00095166 | 44° 29′ 47″ nord, 1° 23′ 43″ est   |       |
| Église Saint-Geniès de Sarrazac                                               | Sarrazac                       | Lot                  | Occitanie                  | inscrit    | « PA00095257 », notice no PA00095257 | 45° 01′ 01″ nord, 1° 35′ 19″ est   |       |
| Église Saint-Hilaire                                                          | Agen                           | Lot-et-Garonne       | Nouvelle-Aquitaine         | inscrit    | « PA00084041 », notice no PA00084041 | 44° 12′ 22″ nord, 0° 36′ 49″ est   |       |
| Palais épiscopal                                                              | Agen                           | Lot-et-Garonne       | Nouvelle-Aquitaine         | inscrit    | « PA00084042 », notice no PA00084042 | 44° 11′ 58″ nord, 0° 36′ 57″ est   |       |
| Château de Montluc                                                            | Estillac                       | Lot-et-Garonne       | Nouvelle-Aquitaine         | inscrit    | « PA00084113 », notice no PA00084113 | 44° 09′ 20″ nord, 0° 33′ 44″ est   |       |
| Église Sainte-Raffine de Gaujac                                               | Frégimont                      | Lot-et-Garonne       | Nouvelle-Aquitaine         | inscrit    | « PA00084126 », notice no PA00084126 | 44° 16′ 03″ nord, 0° 29′ 01″ est   |       |
| Presbytère de Saint-Michel-la-Palud                                           | Angers                         | Maine-et-Loire       | Pays de la Loire           | inscrit    | « PA00108906 », notice no PA00108906 | 47° 28′ 08″ nord, 0° 33′ 15″ ouest |       |
| Hôtel dit logis de la Cornelevrière                                           | Angers                         | Maine-et-Loire       | Pays de la Loire           | inscrit    | « PA00108907 », notice no PA00108907 | 47° 28′ 09″ nord, 0° 33′ 16″ ouest |       |
| Hôtel                                                                         | Angers                         | Maine-et-Loire       | Pays de la Loire           | inscrit    | « PA00108908 », notice no PA00108908 | 47° 28′ 09″ nord, 0° 33′ 15″ ouest |       |
| Prieuré de la Haie-aux-Bonshommes                                             | Avrillé                        | Maine-et-Loire       | Pays de la Loire           | inscrit    | « PA00108954 », notice no PA00108954 | 47° 29′ 24″ nord, 0° 36′ 08″ ouest |       |
| Logis de la Basse-Guerche                                                     | Chaudefonds-sur-Layon          | Maine-et-Loire       | Pays de la Loire           | inscrit    | « PA00109035 », notice no PA00109035 | 47° 19′ 57″ nord, 0° 41′ 35″ ouest |       |
| Clocher de l'église                                                           | Benoîtville                    | Manche               | Normandie                  | inscrit    | « PA00110334 », notice no PA00110334 | 49° 31′ 39″ nord, 1° 46′ 50″ ouest |       |
| Hôtel-Dieu (actuel hôpital) : chapelle Notre-Dame de la Victoire              | Coutances                      | Manche               | Normandie                  | inscrit    | « PA00110380 », notice no PA00110380 | 49° 02′ 28″ nord, 1° 26′ 42″ ouest |       |
| Église Saint-Martin et cimetière                                              | Sacey                          | Manche               | Normandie                  | inscrit    | « PA00110562 », notice no PA00110562 | 48° 30′ 32″ nord, 1° 27′ 00″ ouest |       |
| Château de Cons-la-Grandville                                                 | Cons-la-Grandville             | Meurthe-et-Moselle   | Grand Est                  | inscrit    | « PA00106015 », notice no PA00106015 | 49° 29′ 01″ nord, 5° 42′ 03″ est   |       |
| Université                                                                    | Pont-à-Mousson                 | Meurthe-et-Moselle   | Grand Est                  | inscrit    | « PA00106351 », notice no PA00106351 | 48° 54′ 22″ nord, 6° 03′ 28″ est   |       |
| Château de la Forge                                                           | Haironville                    | Meuse                | Grand Est                  | inscrit    | « PA00106542 », notice no PA00106542 | 48° 41′ 09″ nord, 5° 05′ 03″ est   |       |
| Château de Trégranteur                                                        | Guégon                         | Morbihan             | Bretagne                   | inscrit    | « PA00091227 », notice no PA00091227 | 47° 54′ 09″ nord, 2° 32′ 51″ ouest |       |
| Remparts                                                                      | Hennebont                      | Morbihan             | Bretagne                   | classé     | « PA00091292 », notice no PA00091292 | 47° 48′ 17″ nord, 3° 16′ 46″ ouest |       |
| Dolmen de Mané Rohr                                                           | La Trinité-sur-Mer             | Morbihan             | Bretagne                   | classé     | « PA00091767 », notice no PA00091767 | 47° 34′ 57″ nord, 3° 01′ 57″ ouest |       |
| Immeuble                                                                      | Metz                           | Moselle              | Grand Est                  | inscrit    | « PA00106860 », notice no PA00106860 | 49° 07′ 06″ nord, 6° 10′ 36″ est   |       |
| Maison de l'Arbrisseau                                                        | Cambrai                        | Nord                 | Hauts-de-France            | classé     | « PA00107407 », notice no PA00107407 | 50° 10′ 27″ nord, 3° 14′ 13″ est   |       |
| Hôtel d'Aoust                                                                 | Douai                          | Nord                 | Hauts-de-France            | inscrit    | « PA00107455 », notice no PA00107455 | 50° 22′ 00″ nord, 3° 04′ 43″ est   |       |
| Oratoire Notre-Dame-de-Liesse d'Eppe-Sauvage                                  | Eppe-Sauvage                   | Nord                 | Hauts-de-France            | inscrit    | « PA00107503 », notice no PA00107503 | 50° 07′ 30″ nord, 4° 08′ 48″ est   |       |
| Église Saint-Ursmar d'Eppe-Sauvage                                            | Eppe-Sauvage                   | Nord                 | Hauts-de-France            | inscrit    | « PA00107512 », notice no PA00107512 | 50° 07′ 11″ nord, 4° 10′ 41″ est   |       |
| Chapelle Duchesne                                                             | Flaumont-Waudrechies           | Nord                 | Hauts-de-France            | classé     | « PA00107527 », notice no PA00107527 | 50° 07′ 31″ nord, 3° 58′ 27″ est   |       |
| Chapelle Sainte-Hiltrude de Liessies                                          | Liessies                       | Nord                 | Hauts-de-France            | classé     | « PA00107565 », notice no PA00107565 | 50° 06′ 50″ nord, 4° 04′ 16″ est   |       |
| Maison                                                                        | Lille                          | Nord                 | Hauts-de-France            | inscrit    | « PA00107681 », notice no PA00107681 | 50° 38′ 17″ nord, 3° 03′ 49″ est   |       |
| Fortifications de Maubeuge                                                    | Maubeuge                       | Nord                 | Hauts-de-France            | classé     | « PA00107748 », notice no PA00107748 |                                    |       |
| Château de Coutant                                                            | Saint-Hilaire-sur-Helpe        | Nord                 | Hauts-de-France            | inscrit    | « PA00107804 », notice no PA00107804 | 50° 06′ 53″ nord, 3° 53′ 20″ est   |       |
| Église Saint-Martin de Steene                                                 | Steene                         | Nord                 | Hauts-de-France            | inscrit    | « PA00107827 », notice no PA00107827 | 50° 57′ 08″ nord, 2° 22′ 16″ est   |       |
| Église Saint-Martin de Wemaers-Cappel                                         | Wemaers-Cappel                 | Nord                 | Hauts-de-France            | inscrit    | « PA00107890 », notice no PA00107890 | 50° 48′ 25″ nord, 2° 26′ 26″ est   |       |
| Abbaye de Royallieu                                                           | Compiègne                      | Oise                 | Hauts-de-France            | inscrit    | « PA00114604 », notice no PA00114604 | 49° 23′ 56″ nord, 2° 48′ 09″ est   |       |
| Cimetière de Clamart                                                          | Compiègne                      | Oise                 | Hauts-de-France            | inscrit    | « PA00114609 », notice no PA00114609 | 49° 25′ 02″ nord, 2° 49′ 12″ est   |       |
| Château du Fayel                                                              | Le Fayel                       | Oise                 | Hauts-de-France            | inscrit    | « PA00114683 », notice no PA00114683 | 49° 22′ 11″ nord, 2° 41′ 48″ est   |       |
| Église Saint-Étienne de Saint-Étienne-Roilaye                                 | Saint-Étienne-Roilaye          | Oise                 | Hauts-de-France            | classé     | « PA00114855 », notice no PA00114855 | 49° 21′ 09″ nord, 3° 01′ 07″ est   |       |
| Hôtel Libert                                                                  | Alençon                        | Orne                 | Normandie                  | classé     | « PA00110696 », notice no PA00110696 | 48° 25′ 52″ nord, 0° 05′ 10″ est   |       |
| Immeuble                                                                      | 2e arrondissement de Paris     | Paris                | Île-de-France              | inscrit    | « PA00086066 », notice no PA00086066 | 48° 51′ 59″ nord, 2° 20′ 30″ est   |       |
| Hôtel de Noisy                                                                | 2e arrondissement de Paris     | Paris                | Île-de-France              | inscrit    | « PA00086032 », notice no PA00086032 | 48° 52′ 07″ nord, 2° 20′ 52″ est   |       |
| Immeuble                                                                      | 2e arrondissement de Paris     | Paris                | Île-de-France              | inscrit    | « PA00086070 », notice no PA00086070 | 48° 52′ 01″ nord, 2° 20′ 28″ est   |       |
| Immeuble                                                                      | 2e arrondissement de Paris     | Paris                | Île-de-France              | inscrit    | « PA00086078 », notice no PA00086078 | 48° 52′ 10″ nord, 2° 20′ 46″ est   |       |
| Immeuble                                                                      | 2e arrondissement de Paris     | Paris                | Île-de-France              | inscrit    | « PA00086065 », notice no PA00086065 | 48° 51′ 59″ nord, 2° 20′ 29″ est   |       |
| Immeuble                                                                      | 2e arrondissement de Paris     | Paris                | Île-de-France              | inscrit    | « PA00086072 », notice no PA00086072 | 48° 52′ 01″ nord, 2° 20′ 31″ est   |       |
| Hôtel Sillery-Genlis                                                          | 6e arrondissement de Paris     | Paris                | Île-de-France              | inscrit    | « PA00088543 », notice no PA00088543 | 48° 51′ 27″ nord, 2° 20′ 17″ est   |       |
| Immeuble                                                                      | 6e arrondissement de Paris     | Paris                | Île-de-France              | inscrit    | « PA00088609 », notice no PA00088609 | 48° 51′ 05″ nord, 2° 20′ 20″ est   |       |
| Immeuble                                                                      | 6e arrondissement de Paris     | Paris                | Île-de-France              | inscrit    | « PA00088613 », notice no PA00088613 | 48° 51′ 04″ nord, 2° 20′ 20″ est   |       |
| Immeuble                                                                      | 6e arrondissement de Paris     | Paris                | Île-de-France              | inscrit    | « PA00088606 », notice no PA00088606 | 48° 51′ 06″ nord, 2° 20′ 20″ est   |       |
| Immeuble                                                                      | 6e arrondissement de Paris     | Paris                | Île-de-France              | inscrit    | « PA00088554 », notice no PA00088554 | 48° 51′ 14″ nord, 2° 20′ 14″ est   |       |
| Immeuble                                                                      | 6e arrondissement de Paris     | Paris                | Île-de-France              | inscrit    | « PA00088611 », notice no PA00088611 | 48° 51′ 04″ nord, 2° 20′ 20″ est   |       |
| Théâtre de l'Odéon                                                            | 6e arrondissement de Paris     | Paris                | Île-de-France              | classé     | « PA00088664 », notice no PA00088664 | 48° 50′ 58″ nord, 2° 20′ 19″ est   |       |
| Hôtel des abbés de Fécamp                                                     | 6e arrondissement de Paris     | Paris                | Île-de-France              | inscrit    | « PA00088522 », notice no PA00088522 | 48° 51′ 09″ nord, 2° 20′ 35″ est   |       |
| Immeuble                                                                      | 6e arrondissement de Paris     | Paris                | Île-de-France              | inscrit    | « PA00088608 », notice no PA00088608 | 48° 51′ 05″ nord, 2° 20′ 20″ est   |       |
| Immeuble                                                                      | 6e arrondissement de Paris     | Paris                | Île-de-France              | inscrit    | « PA00088614 », notice no PA00088614 | 48° 51′ 04″ nord, 2° 20′ 19″ est   |       |
| Immeuble                                                                      | 6e arrondissement de Paris     | Paris                | Île-de-France              | inscrit    | « PA00088616 », notice no PA00088616 | 48° 51′ 03″ nord, 2° 20′ 19″ est   |       |
| Temple de l'Amitié (Paris)                                                    | 6e arrondissement de Paris     | Paris                | Île-de-France              | inscrit    | « PA00088663 », notice no PA00088663 | 48° 51′ 18″ nord, 2° 20′ 08″ est   |       |
| Immeuble                                                                      | 7e arrondissement de Paris     | Paris                | Île-de-France              | inscrit    | « PA00088767 », notice no PA00088767 | 48° 51′ 10″ nord, 2° 19′ 37″ est   |       |
| Hôtel de La Vaupalière                                                        | 8e arrondissement de Paris     | Paris                | Île-de-France              | inscrit    | « PA00088836 », notice no PA00088836 | 48° 52′ 17″ nord, 2° 18′ 48″ est   |       |
| Ancien hôpital Saint-Jean-Baptiste                                            | Aire-sur-la-Lys                | Pas-de-Calais        | Hauts-de-France            | inscrit    | « PA00107939 », notice no PA00107939 | 50° 38′ 25″ nord, 2° 23′ 49″ est   |       |
| Ancien hôtel du Gouverneur                                                    | Aire-sur-la-Lys                | Pas-de-Calais        | Hauts-de-France            | inscrit    | « PA00107940 », notice no PA00107940 | 50° 38′ 19″ nord, 2° 23′ 34″ est   |       |
| Hôtel de ville et Beffroi                                                     | Aire-sur-la-Lys                | Pas-de-Calais        | Hauts-de-France            | classé     | « PA00107942 », notice no PA00107942 | 50° 38′ 18″ nord, 2° 23′ 45″ est   |       |
| Refuge de l'abbaye Saint-Augustin de Clarques                                 | Aire-sur-la-Lys                | Pas-de-Calais        | Hauts-de-France            | inscrit    | « PA00107933 », notice no PA00107933 | 50° 38′ 18″ nord, 2° 23′ 32″ est   |       |
| Hospice Sainte-Agnès                                                          | Arras                          | Pas-de-Calais        | Hauts-de-France            | inscrit    | « PA00107970 », notice no PA00107970 | 50° 17′ 22″ nord, 2° 46′ 15″ est   |       |
| Hôtel de Gomiecourt                                                           | Arras                          | Pas-de-Calais        | Hauts-de-France            | inscrit    | « PA00107973 », notice no PA00107973 | 50° 17′ 23″ nord, 2° 46′ 38″ est   |       |
| Donjon et motte de Bailleulmont                                               | Bailleulmont                   | Pas-de-Calais        | Hauts-de-France            | inscrit    | « PA00108189 », notice no PA00108189 | 50° 13′ 00″ nord, 2° 36′ 41″ est   |       |
| Hôtel de Beaulaincourt                                                        | Béthune                        | Pas-de-Calais        | Hauts-de-France            | inscrit    | « PA00108203 », notice no PA00108203 | 50° 32′ 00″ nord, 2° 38′ 18″ est   |       |
| Fontaine de Boulogne-sur-Mer                                                  | Boulogne-sur-Mer               | Pas-de-Calais        | Hauts-de-France            | inscrit    | « PA00108230 », notice no PA00108230 | 50° 43′ 33″ nord, 1° 36′ 55″ est   |       |
| Abbaye de Cercamps                                                            | Frévent                        | Pas-de-Calais        | Hauts-de-France            | classé     | « PA00108286 », notice no PA00108286 | 50° 16′ 10″ nord, 2° 18′ 04″ est   |       |
| Église Notre-Dame d'Hesdin                                                    | Hesdin                         | Pas-de-Calais        | Hauts-de-France            | classé     | « PA00108309 », notice no PA00108309 | 50° 22′ 26″ nord, 2° 02′ 15″ est   |       |
| Ancien hôtel du Maréchal d'Acary-de-la-Rivière                                | Montreuil                      | Pas-de-Calais        | Hauts-de-France            | inscrit    | « PA00108359 », notice no PA00108359 | 50° 27′ 58″ nord, 1° 45′ 49″ est   |       |
| Hôtel de France                                                               | Montreuil                      | Pas-de-Calais        | Hauts-de-France            | inscrit    | « PA00108358 », notice no PA00108358 | 50° 27′ 52″ nord, 1° 45′ 40″ est   |       |
| Hôpital général                                                               | Saint-Omer                     | Pas-de-Calais        | Hauts-de-France            | inscrit    | « PA00108410 », notice no PA00108410 | 50° 45′ 08″ nord, 2° 15′ 14″ est   |       |
| Séminaire épiscopal                                                           | Saint-Omer                     | Pas-de-Calais        | Hauts-de-France            | inscrit    | « PA00108415 », notice no PA00108415 | 50° 44′ 51″ nord, 2° 15′ 29″ est   |       |
| Église Saint-Donat                                                            | Saint-Donat                    | Puy-de-Dôme          | Auvergne-Rhône-Alpes       | inscrit    | « PA00092352 », notice no PA00092352 | 45° 28′ 09″ nord, 2° 43′ 06″ est   |       |
| Château d'Audaux                                                              | Audaux                         | Pyrénées-Atlantiques | Nouvelle-Aquitaine         | inscrit    | « PA00084325 », notice no PA00084325 | 43° 21′ 27″ nord, 0° 47′ 37″ ouest |       |
| Fontaine Saint-Léon                                                           | Bayonne                        | Pyrénées-Atlantiques | Nouvelle-Aquitaine         | classé     | « PA00084335 », notice no PA00084335 | 43° 29′ 12″ nord, 1° 28′ 36″ ouest |       |
| Église Saint-Martin de Bruges                                                 | Bruges-Capbis-Mifaget          | Pyrénées-Atlantiques | Nouvelle-Aquitaine         | inscrit    | « PA00084365 », notice no PA00084365 | 43° 07′ 37″ nord, 0° 18′ 09″ ouest |       |
| Fortin de Rancé                                                               | Genay                          | Rhône                | Auvergne-Rhône-Alpes       | inscrit    | « PA00117765 », notice no PA00117765 | 45° 53′ 52″ nord, 4° 50′ 30″ est   |       |
| Château de La Roche                                                           | Jullié                         | Rhône                | Auvergne-Rhône-Alpes       | inscrit    | « PA00117772 », notice no PA00117772 | 46° 14′ 35″ nord, 4° 40′ 10″ est   |       |
| Grotte des Furtins                                                            | Berzé-la-Ville                 | Saône-et-Loire       | Bourgogne-Franche-Comté    | classé     | « PA00113114 », notice no PA00113114 | 46° 22′ 03″ nord, 4° 41′ 43″ est   |       |
| Obélisque commémoratif                                                        | Chalon-sur-Saône               | Saône-et-Loire       | Bourgogne-Franche-Comté    | inscrit    | « PA00113176 », notice no PA00113176 | 46° 47′ 04″ nord, 4° 51′ 10″ est   |       |
| Tuilerie de Chapaize                                                          | Chapaize                       | Saône-et-Loire       | Bourgogne-Franche-Comté    | inscrit    | « PA00113189 », notice no PA00113189 | 46° 34′ 05″ nord, 4° 44′ 52″ est   |       |
| Château de Sermaizey                                                          | Laives                         | Saône-et-Loire       | Bourgogne-Franche-Comté    | inscrit    | « PA00113306 », notice no PA00113306 | 46° 38′ 46″ nord, 4° 51′ 11″ est   |       |
| Grotte des Furtins                                                            | Sologny                        | Saône-et-Loire       | Bourgogne-Franche-Comté    | classé     | « PA00113480 », notice no PA00113480 | 46° 22′ 03″ nord, 4° 41′ 43″ est   |       |
| Hôtel-Dieu de Coëffort                                                        | Le Mans                        | Sarthe               | Pays de la Loire           | classé     | « PA00109818 », notice no PA00109818 | 47° 59′ 43″ nord, 0° 12′ 12″ est   |       |
| Hôtel Petot                                                                   | Le Mans                        | Sarthe               | Pays de la Loire           | classé     | « PA00109822 », notice no PA00109822 | 48° 00′ 26″ nord, 0° 11′ 46″ est   |       |
| Château de Sourches                                                           | Saint-Symphorien               | Sarthe               | Pays de la Loire           | classé     | « PA00109961 », notice no PA00109961 | 48° 04′ 54″ nord, 0° 06′ 08″ ouest |       |
| Église Saint-Jean-Baptiste de Bessans                                         | Bessans                        | Savoie               | Auvergne-Rhône-Alpes       | inscrit    | « PA00118196 », notice no PA00118196 | 45° 19′ 13″ nord, 6° 59′ 43″ est   |       |
| Atelier de Jean-François Millet                                               | Barbizon                       | Seine-et-Marne       | Île-de-France              | inscrit    | « PA00086806 », notice no PA00086806 | 48° 26′ 39″ nord, 2° 36′ 29″ est   |       |
| Château de Fleury-en-Bière                                                    | Fleury-en-Bière                | Seine-et-Marne       | Île-de-France              | classé     | « PA00086964 », notice no PA00086964 | 48° 26′ 45″ nord, 2° 32′ 53″ est   |       |
| Ermitage de Pompadour                                                         | Fontainebleau                  | Seine-et-Marne       | Île-de-France              | classé     | « PA00086985 », notice no PA00086985 | 48° 23′ 52″ nord, 2° 41′ 34″ est   |       |
| Église Notre-Dame-de-l'Assomption de Guercheville                             | Guercheville                   | Seine-et-Marne       | Île-de-France              | classé     | « PA00087024 », notice no PA00087024 | 48° 15′ 40″ nord, 2° 33′ 34″ est   |       |
| Croix de Saint-Constant                                                       | Montmachoux                    | Seine-et-Marne       | Île-de-France              | inscrit    | « PA00087133 », notice no PA00087133 | 48° 19′ 14″ nord, 2° 59′ 26″ est   |       |
| Château de Filières                                                           | Gommerville                    | Seine-Maritime       | Normandie                  | classé     | « PA00100672 », notice no PA00100672 | 49° 33′ 42″ nord, 0° 22′ 20″ est   |       |
| Église Saint-Rémi du Petit-Appeville                                          | Hautot-sur-Mer                 | Seine-Maritime       | Normandie                  | inscrit    | « PA00100692 », notice no PA00100692 | 49° 54′ 23″ nord, 1° 03′ 10″ est   |       |
| Abbaye de Jumièges                                                            | Jumièges                       | Seine-Maritime       | Normandie                  | classé     | « PA00100726 », notice no PA00100726 | 49° 25′ 56″ nord, 0° 49′ 09″ est   |       |
| Château de La Mailleraye-sur-Seine                                            | La Mailleraye-sur-Seine        | Seine-Maritime       | Normandie                  | inscrit    | « PA00100743 », notice no PA00100743 | 49° 29′ 02″ nord, 0° 46′ 23″ est   |       |
| Logis du Roy                                                                  | Vatteville-la-Rue              | Seine-Maritime       | Normandie                  | inscrit    | « PA00101082 », notice no PA00101082 | 49° 29′ 16″ nord, 0° 40′ 52″ est   |       |
| Immeuble                                                                      | Saint-Denis                    | Seine-Saint-Denis    | Île-de-France              | inscrit    | « PA00079957 », notice no PA00079957 | 48° 56′ 10″ nord, 2° 21′ 41″ est   |       |
| Gisement paléolithique de Saint-Acheul (Jardin archéologique de Saint-Acheul) | Amiens                         | Somme                | Hauts-de-France            | classé     | « PA00116057 », notice no PA00116057 | 49° 52′ 43″ nord, 2° 19′ 45″ est   |       |
| Croix de Jean de Toutencourt                                                  | Toutencourt                    | Somme                | Hauts-de-France            | inscrit    | « PA00116259 », notice no PA00116259 | 50° 02′ 08″ nord, 2° 27′ 35″ est   |       |
| Église Saint-Maffre de Bruniquel                                              | Bruniquel                      | Tarn-et-Garonne      | Occitanie                  | inscrit    | « PA00095715 », notice no PA00095715 | 44° 03′ 06″ nord, 1° 38′ 10″ est   |       |
| Église Saint-Martin de Finhan                                                 | Finhan                         | Tarn-et-Garonne      | Occitanie                  | classé     | « PA00095749 », notice no PA00095749 | 43° 54′ 45″ nord, 1° 13′ 12″ est   |       |
| Château de Gramont                                                            | Gramont                        | Tarn-et-Garonne      | Occitanie                  | inscrit    | « PA00095754 », notice no PA00095754 | 43° 56′ 14″ nord, 0° 45′ 58″ est   |       |
| Métairie du Castanet                                                          | Moissac                        | Tarn-et-Garonne      | Occitanie                  | inscrit    | « PA00095792 », notice no PA00095792 | 44° 05′ 43″ nord, 1° 03′ 58″ est   |       |
| Hôtel de l'Ange et de la Marine                                               | Moissac                        | Tarn-et-Garonne      | Occitanie                  | inscrit    | « PA00095791 », notice no PA00095791 | 44° 06′ 01″ nord, 1° 05′ 03″ est   |       |
| Pigeonnier de Milliole                                                        | Moissac                        | Tarn-et-Garonne      | Occitanie                  | inscrit    | « PA00095793 », notice no PA00095793 | 44° 05′ 30″ nord, 1° 03′ 42″ est   |       |
| Église Notre-Dame-de-l'Assomption d'Auvers-sur-Oise                           | Auvers-sur-Oise                | Val-d'Oise           | Île-de-France              | inscrit    | « PA00079993 », notice no PA00079993 | 49° 04′ 19″ nord, 2° 10′ 35″ est   |       |
| Église Saint-Christophe de Cergy                                              | Cergy                          | Val-d'Oise           | Île-de-France              | classé     | « PA00080013 », notice no PA00080013 | 49° 02′ 00″ nord, 2° 03′ 42″ est   |       |
| Château de Maudétour                                                          | Maudétour-en-Vexin             | Val-d'Oise           | Île-de-France              | inscrit    | « PA00080121 », notice no PA00080121 | 49° 05′ 56″ nord, 1° 46′ 35″ est   |       |
| Abbaye Notre-Dame du Val                                                      | Mériel                         | Val-d'Oise           | Île-de-France              | classé     | « PA00080123 », notice no PA00080123 | 49° 04′ 58″ nord, 2° 13′ 35″ est   |       |
| Église Saint-Cyr-et-Sainte-Julitte de Saint-Cyr-en-Arthies                    | Saint-Cyr-en-Arthies           | Val-d'Oise           | Île-de-France              | inscrit    | « PA00080193 », notice no PA00080193 | 49° 03′ 42″ nord, 1° 44′ 34″ est   |       |
| Abbaye de Maubuisson                                                          | Saint-Ouen-l'Aumône            | Val-d'Oise           | Île-de-France              | classé     | « PA00080199 », notice no PA00080199 | 49° 02′ 46″ nord, 2° 07′ 00″ est   |       |
| Colombier de Saint-Ouen-l'Aumône                                              | Saint-Ouen-l'Aumône            | Val-d'Oise           | Île-de-France              | inscrit    | « PA00080200 », notice no PA00080200 | 49° 02′ 24″ nord, 2° 06′ 17″ est   |       |
| Église Saint-Nicolas                                                          | Saint-Maur-des-Fossés          | Val-de-Marne         | Île-de-France              | classé     | « PA00079901 », notice no PA00079901 | 48° 48′ 45″ nord, 2° 28′ 21″ est   |       |
| Église Saint-Pierre-Saint-Paul                                                | Villeneuve-le-Roi              | Val-de-Marne         | Île-de-France              | inscrit    | « PA00079917 », notice no PA00079917 | 48° 44′ 06″ nord, 2° 24′ 29″ est   |       |
| Tour de l'Horloge                                                             | Aups                           | Var                  | Provence-Alpes-Côte d'Azur | inscrit    | « PA00081529 », notice no PA00081529 | 43° 37′ 44″ nord, 6° 13′ 28″ est   |       |
| Olbia-Pomponiana                                                              | Hyères                         | Var                  | Provence-Alpes-Côte d'Azur | classé     | « PA00081638 », notice no PA00081638 | 43° 04′ 52″ nord, 6° 07′ 20″ est   |       |
| Fort de l'Estissac                                                            | Hyères                         | Var                  | Provence-Alpes-Côte d'Azur | inscrit    | « PA00081666 », notice no PA00081666 | 43° 00′ 41″ nord, 6° 23′ 07″ est   |       |
| Fort de Port Man                                                              | Hyères                         | Var                  | Provence-Alpes-Côte d'Azur | inscrit    | « PA00081663 », notice no PA00081663 | 43° 00′ 48″ nord, 6° 25′ 12″ est   |       |
| Fortin de la Vigie                                                            | Hyères                         | Var                  | Provence-Alpes-Côte d'Azur | inscrit    | « PA00081667 », notice no PA00081667 | 42° 59′ 56″ nord, 6° 24′ 02″ est   |       |
| Chapelle de la Miséricorde de Saint-Tropez                                    | Saint-Tropez                   | Var                  | Provence-Alpes-Côte d'Azur | inscrit    | « PA00081719 », notice no PA00081719 | 43° 16′ 16″ nord, 6° 38′ 26″ est   |       |
| Chapelle de l'Annonciade de Saint-Tropez                                      | Saint-Tropez                   | Var                  | Provence-Alpes-Côte d'Azur | inscrit    | « PA00081718 », notice no PA00081718 | 43° 16′ 16″ nord, 6° 38′ 15″ est   |       |
| Tour royale                                                                   | Toulon                         | Var                  | Provence-Alpes-Côte d'Azur | classé     | « PA00081752 », notice no PA00081752 | 43° 06′ 10″ nord, 5° 55′ 33″ est   |       |
| Chapelle Saint-Estève de Tourves                                              | Tourves                        | Var                  | Provence-Alpes-Côte d'Azur | classé     | « PA00081763 », notice no PA00081763 | 43° 24′ 31″ nord, 5° 54′ 39″ est   |       |
| Église de l'Assomption de La Verdière                                         | La Verdière                    | Var                  | Provence-Alpes-Côte d'Azur | inscrit    | « PA00081775 », notice no PA00081775 | 43° 38′ 01″ nord, 5° 56′ 18″ est   |       |
| Immeuble                                                                      | Avignon                        | Vaucluse             | Provence-Alpes-Côte d'Azur | inscrit    | « PA00081885 », notice no PA00081885 | 43° 57′ 04″ nord, 4° 48′ 20″ est   |       |
| Chapelle de la Madeleine de Bédoin                                            | Bédoin                         | Vaucluse             | Provence-Alpes-Côte d'Azur | classé     | « PA00081965 », notice no PA00081965 | 44° 07′ 57″ nord, 5° 09′ 46″ est   |       |
| Aqueduc de Carpentras                                                         | Carpentras                     | Vaucluse             | Provence-Alpes-Côte d'Azur | classé     | « PA00081995 », notice no PA00081995 | 44° 03′ 36″ nord, 5° 03′ 31″ est   |       |
| Église ancienne de Belleville-sur-Vie                                         | Bellevigny                     | Vendée               | Pays de la Loire           | classé     | « PA00110038 », notice no PA00110038 | 46° 47′ 00″ nord, 1° 25′ 50″ ouest |       |
| Château de Bessay                                                             | Bessay                         | Vendée               | Pays de la Loire           | classé     | « PA00110047 », notice no PA00110047 | 46° 32′ 18″ nord, 1° 09′ 09″ ouest |       |
| Prieuré Notre-Dame                                                            | Fontenay-le-Comte              | Vendée               | Pays de la Loire           | classé     | « PA00110116 », notice no PA00110116 | 46° 28′ 01″ nord, 0° 48′ 26″ ouest |       |
| Maison Millepertuis                                                           | Fontenay-le-Comte              | Vendée               | Pays de la Loire           | classé     | « PA00110119 », notice no PA00110119 | 46° 28′ 00″ nord, 0° 48′ 04″ ouest |       |
| Église Sainte-Radégonde de Jard-sur-Mer                                       | Jard-sur-Mer                   | Vendée               | Pays de la Loire           | classé     | « PA00110150 », notice no PA00110150 | 46° 25′ 13″ nord, 1° 34′ 26″ ouest |       |
| Chapelle de Maillé (détruite)                                                 | Maillé                         | Vienne               | Nouvelle-Aquitaine         | inscrit    | « PA00105519 », notice no PA00105519 |                                    |       |
| Maison                                                                        | Poitiers                       | Vienne               | Nouvelle-Aquitaine         | inscrit    | « PA00105631 », notice no PA00105631 | 46° 34′ 48″ nord, 0° 20′ 35″ est   |       |
| Maison de l'Arquebuse d'Auxerre                                               | Auxerre                        | Yonne                | Bourgogne-Franche-Comté    | classé     | « PA00113595 », notice no PA00113595 | 47° 47′ 31″ nord, 3° 33′ 56″ est   |       |
| Église Saint-Christophe de Coulanges-la-Vineuse                               | Coulanges-la-Vineuse           | Yonne                | Bourgogne-Franche-Comté    | classé     | « PA00113653 », notice no PA00113653 | 47° 42′ 04″ nord, 3° 34′ 55″ est   |       |
| Pont de pierre                                                                | Monéteau                       | Yonne                | Bourgogne-Franche-Comté    | classé     | « PA00113746 », notice no PA00113746 | 47° 50′ 27″ nord, 3° 33′ 04″ est   |       |
| Hôtel de Vaudricourt                                                          | Sens                           | Yonne                | Bourgogne-Franche-Comté    | inscrit    | « PA00113861 », notice no PA00113861 | 48° 11′ 47″ nord, 3° 17′ 05″ est   |       |
| Pavillon de David                                                             | Épône                          | Yvelines             | Île-de-France              | classé     | « PA00087428 », notice no PA00087428 | 48° 57′ 18″ nord, 1° 48′ 30″ est   |       |
| Château du Mesnil                                                             | Fontenay-Saint-Père            | Yvelines             | Île-de-France              | inscrit    | « PA00087787 », notice no PA00087787 | 49° 01′ 58″ nord, 1° 44′ 39″ est   |       |
| Écuries du château de Maisons-Laffitte                                        | Maisons-Laffitte               | Yvelines             | Île-de-France              | inscrit    | « PA00087492 », notice no PA00087492 | 48° 56′ 54″ nord, 2° 09′ 10″ est   |       |
| Château du Mesnil                                                             | Le Mesnil-Saint-Denis          | Yvelines             | Île-de-France              | inscrit    | « PA00087536 », notice no PA00087536 | 48° 44′ 25″ nord, 1° 57′ 37″ est   |       |
| Château de Millemont                                                          | Millemont                      | Yvelines             | Île-de-France              | inscrit    | « PA00087543 », notice no PA00087543 | 48° 48′ 27″ nord, 1° 44′ 19″ est   |       |
| Église Saint-Pierre de Plaisir                                                | Plaisir                        | Yvelines             | Île-de-France              | inscrit    | « PA00087566 », notice no PA00087566 | 48° 48′ 59″ nord, 1° 56′ 57″ est   |       |
| Immeuble                                                                      | Saint-Cyr-l'École              | Yvelines             | Île-de-France              | inscrit    | « PA00087600 », notice no PA00087600 | 48° 48′ 01″ nord, 2° 04′ 26″ est   |       |
| Hôtel de Conti                                                                | Saint-Germain-en-Laye          | Yvelines             | Île-de-France              | inscrit    | « PA00087614 », notice no PA00087614 | 48° 53′ 50″ nord, 2° 05′ 41″ est   |       |
| Hôtel de Soubise                                                              | Saint-Germain-en-Laye          | Yvelines             | Île-de-France              | inscrit    | « PA00087619 », notice no PA00087619 | 48° 53′ 50″ nord, 2° 05′ 42″ est   |       |